# 129973 Michaeldaly
129973 Michaeldaly è un asteroide della fascia principale. Scoperto nel 1999, presenta un'orbita caratterizzata da un semiasse maggiore pari a 2,6709313 UA e da un'eccentricità di 0,1839538, inclinata di 12,61520° rispetto all'eclittica.